# Wola Kamieńska
Wola Kamieńska – wieś w Polsce, położona w województwie warmińsko-mazurskim, w powiecie iławskim, w gminie Iława.
| SIMC    | Nazwa   | Rodzaj    |
| ------- | ------- | --------- |
| 0475766 | Kwiry   | część wsi |
| 0475772 | Windyki | część wsi |

W latach 1975–1998 miejscowość administracyjnie należała do województwa olsztyńskiego.
Wieś położona jest przy drodze Iława – Tynwałd – Boreczno pomiędzy jeziorami Jeziorak i Łabędź. We wsi znajduje się m.in. przystanek Przewozów Autokarowych "Lipnicki"].